# Ernst Schneider (vynálezce)
Ernst Leo Schneider (18. června 1894, Kyjov – 1. června 1975, Vídeň) byl strojní inženýr a vynálezce lodního šroubu Voith-Schneider.
Narodil se v Kyjově gymnazijnímu profesorovi Franzi Schneiderovi a jeho manželce Henrietě. Rodiče pocházeli z Trutnova a obě jeho babičky byly Češky.
Dětství prožil v Gmundenu a Linci. Tam také maturoval. Po ukončení vojenské služby studoval strojírenství a elektrotechniku na Vysoké škole technické ve Vídni. Věnoval se plachtění a výzkumu cykloidních drah. V roce 1925 si nechal patentovat lodní šroub, který v sobě spojuje pohon i řízení. Ve spolupráci s firmou Voith se mu podařilo roku 1928 šroub zkonstruovat a použít na člunu Torqueo. V roce 1930 instaloval dva takové šrouby do dunajského remorkéru Uhu a o tři roky později byla šroubem vybavena zaoceánská loď Makrele. V roce 1932 svůj výzkum shrnul v práci Cykloidová křídla, kinematika, vztahy proudění a sil a všeobecné souvislosti.